# Pentti H. Tikkanen
Pentti Henrik Tikkanen, född 9 mars 1927 i Kajana landskommun, död 13 december 2006 i Åbo, var en finländsk officer och författare. 
Tikkanen genomgick Kadettskolan 1956–1958 och tjänstgjorde fram till 1974 både inom gränsbevakningsväsendet och försvarsmakten, längsta tiden i Lappland, och uppnådde majors grad 1981. Han var på senare år författare på heltid och publicerade drygt 70 titlar (sammanlagd upplaga mer än 400 000 exemplar), varav omkring hälften krigsböcker, bland annat om partigängare och partisaner, därtill bland annat frilufts- och jaktskildringar. Han utgav även memoarverket Raja ja kasarmi (2005).